# Kundt (kráter)

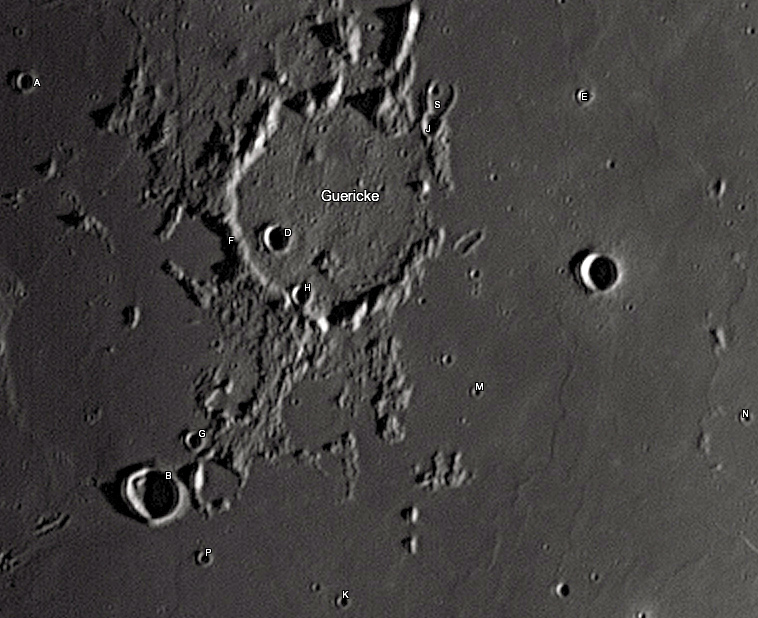
Kráter Kundt se nachází v pravé části snímku přibližně uprostřed.

Kundt je kráter nacházející se v severní části Mare Nubium (Moře oblaků) na přivrácené straně Měsíce. Má průměr 11 km a je pojmenován podle německého fyzika Augusta Kundta. Než jej Mezinárodní astronomická unie pojmenovala současným názvem, nesl označení Guericke C.
Východně leží kráter Davy, západně zbytky valové roviny Guericke.